# Aggressivt angiomyxom
Aggressivt angiomyxom är en ovanlig bindvävstumör som oftast uppstår i vulva eller perineum. I sällsynta fall påträffas den även i pungen. Tumören är gelatinös till utseende och konsistens. Den ger inte upphov till metastaser, men kan ofta återkomma efter att ha borttagits kirurgiskt.
Eftersom de vanligtvis växer ganska sakta anses de inte vara en form av cancertumör. De sprids vanligtvis inte till andra delar av kroppen. Det som kännetecknar aggressiva angiomyxom är att de har en tendens att växa djupare in i vävnaden. De kan även sprida sig till närliggande vävnader, men endast i sällsynta fall till andra kroppsdelar.
Fler än 90 procent av de patienter som diagnostiseras med aggressivt angiomyxom är kvinnor, och de flesta av dessa befinner sig i fertil ålder. Smärta eller tryck på det drabbade området är de vanligaste symptomen, men de flesta drabbade upplever inte symptom i särskilt hög utsträckning.
Sjukdomen beskrevs första gången 1983.